# Porcelana
Porcelana ist eine Ortschaft im Departamento Tarija im südamerikanischen Anden-Staat Bolivien.

## Lage im Nahraum
Porcelana ist zentraler Ort des Kanton Porcelana im Municipio Bermejo im südöstlichen Teil der Provinz Aniceto Arce. Die Ortschaft liegt auf einer Höhe von 371 m zwischen dem Flughafen von Bermejo und dem rechten Ufer des Río Tarija, der hier die Grenze zum Nachbarland Argentinien bildet.

## Geographie
Porcelana liegt am Südostrand der bolivianischen Anden-Kette im Übergang zum Gran Chaco, der sich über Nordwest-Paraguay, Nordost-Argentinien und Südost-Bolivien erstreckt. Das Klima ist subtropisch mit heißem feuchten Sommer und mäßig warmem und trockenen Winter.
Die Jahresdurchschnittstemperatur liegt bei 21 °C, die durchschnittlichen Monatswerte schwanken zwischen 14 °C im Juni und Juli und 26 °C im Dezember und Januar (siehe Klimadiagramm Bermejo). Der Jahresniederschlag beträgt etwa 950 mm, bei einer sechsmonatigen Trockenzeit von Mai bis Oktober und einer Feuchtezeit von Dezember bis März mit mehr als 150 mm monatlichem Niederschlag.

## Verkehrsnetz
Porcelana liegt in einer Entfernung von 217 Straßenkilometern südöstlich von Tarija, der Hauptstadt des Departamentos.
Porcelana liegt sieben Kilometer südöstlich der Stadt Bermejo. Nach Süden hin führt von Bermejo aus auf argentinischer Seite die Ruta Nacional 50 zu den nordargentinischen Städten Aguas Blancas und Pichanal.
Von Bermejo aus nach Nordwesten führt die asphaltierte Nationalstraße Ruta 1 über Padcaya und Valle de Concepción (früher: Uriondo) zur Hauptstadt Tarija. Die Ruta 1 durchquert von dort aus weiter in nördlicher Richtung den gesamten bolivianischen Altiplano und führt über die Großstädte Potosí, Oruro und El Alto nach Desaguadero an der peruanischen Grenze.
Und von Bermejo aus nach Nordosten führt die Nationalstraße Ruta 33 nach Caraparí, wo sie Anschluss an die Ruta 29 hat, die bei Campo Pajoso auf die Tiefland-Magistrale Ruta 9 trifft, die von Yacuiba im Süden über die Metropole Santa Cruz ganz nach Norden nach Guayaramerín im Beni-Tiefland an der brasilianischen Grenze führt.

## Bevölkerung
Die Einwohnerzahl von Porcelana ist im vergangenen Jahrzehnt durch Ausgemeindungen drastisch zurückgegangen:
| Jahr | Einwohner | Quelle       |
| ---- | --------- | ------------ |
| 1992 | 831       | Volkszählung |
| 2001 | 802       | Volkszählung |
| 2012 | 61        | Volkszählung |
| 2024 |           | Volkszählung |